# Hermitage Water
Das Hermitage Water ist ein Wasserlauf in den Scottish Borders, Schottland. Es entsteht aus dem Zusammenfluss von Twislehope Burn und Billhope Burn. Es fließt zunächst in östlicher Richtung und verläuft dabei südlich des Hermitage Castle. Nach der Mündung des Whitrope Burn wendet es sich in einer südlichen Richtung.
Von der Mündung des Whitrope Burn bis zur Mündung in das Liddel Water verläuft die B6399 road entlang des Hermitage Water. Kurz vor seiner Mündung in das Liddel Water östlich des Weilers Sandholm überquerte das Hermitage Viaduct der Eisenbahn den Fluss.